# Luc Tartar
Luc Charles Tartar (1946) é um matemático francês. Trabalha com equações diferenciais parciais.
Em 1990 foi palestrante convidado (Invited Speaker) no Congresso Internacional de Matemáticos em Quioto (H-measures and applications).

## Obras
- General theory of homogenization - a personal introduction, Springer Verlag, 2009.
- From hyperbolic systems to kinetic theory: a personalized quest, Springer Verlag, 2008.
- An introduction to Sobolev spaces and interpolation spaces, Springer Verlag, 2007.
- An introduction to Navier-Stokes equation and oceanography, Springer Verlag, 2006.
- An introduction to the homogenization method in optimal design, in Kawohl, Tartar u.a. Optimal Shape Design, Lecture Notes in Mathematics 1740 (CIME Summer School, Portugal 1998), Springer Verlag, 2000.
- On Mathematical Tools for Studying Partial Differential Equations of Continuum Physics: H-measures and Young Measures, in: G. Buttazzo, G. P. Galdi, L. Zanghirati (Editor): Developments in Partial Differential Equations and Applications to Mathematical Physics, Plenum Press, New York, 1992., 201-217.
- H-measures, a New Approach for Studying Homogenization, Oscillations and Concentration Effects in Partial Differential Equations, Proc. Roy. Soc. Edinburg,  115 A, 1990, 193–230.